# Китайсько-албанський розкол
Кита́йсько-алба́нський розко́л (кит.: 中阿决裂; піньїнь: Zhōng-Ā Juéliè) — погіршення відносин між Народною Республікою Китай (КНР) і Народною Соціалістичною Республікою Албанія, єдиною країною Східної Європи, яка була прибічником КНР після китайсько-радянського розколу на початку 1960-х.

## Історія
Відносини між Комуністичною партією Китаю (КПК) і Партією праці Албанії (ППА) зазнали застою в 1970 році. Коли Китай почав вихід з ізоляції на початку 1970-х років, Мао Цзедун та інші китайські комуністичні керівники переоцінили свою прихильність до Албанії. У відповідь на це Тирана, й особисто Енвер Ходжа, почав розширювати свої міжнародні зв'язки. Албанія встановила торгові відносини з Францією, Італією і новими незалежними азійськими і африканськими державами, а потім в 1971 нормалізувала відносини з Югославією і Грецією. Лідери Албанії негативно поставились до зближення КНР з США на початку 1970-х років. Албанська преса та радіо ігнорували поїздку президента США Річарда Ніксона до Пекіну в 1972 році. Проте, Албанія запропонувала резолюцію в Генеральній Асамблеї ООН, що дозволило КНР замінити Китайську Республіку в ООН.
Албанія активно працювала над зменшенням своєї залежності від Китаю по диверсифікації торгівлі і поліпшенню дипломатичних та культурних відносин, особливо із Західною Європою. Проте Албанія уникала співпраці з ОБСЄ і була єдиною європейською країною (за винятком Андорри), що відмовилися взяти участь в Гельсінській конференції у липні 1975 року.
Незабаром після смерті Мао в 1976 році, розкриття Банди Чотирьох і засудження культурної революції, Енвер Ходжа засудив нове керівництво КНР, а також його Теорію трьох світів. Реакцією КНР було запрошення Йосипа Броз Тіто до Пекіну в 1977 році, що свідчило про кінець програми допомоги Албанії в 1978 році.
Розрив з КНР залишив Албанію без іноземного захисту. Тирана ігнорувала заклики Сполучених Штатів і Радянського Союзу до нормалізації відносин. Замість цього, Албанія розширила дипломатичні відносини із Західною Європою та країнами, що розвиваються і підкреслила принцип опори на власні сили, як наріжний камінь в стратегії економічного розвитку країни.

## Міжнародний розкол
Попри невелике значення у світовій політиці, китайсько-албанський розкол і дебати навколо теорії трьох світів запровадив великий розкол у міжнародному маоїстському русі, багато рухів виступило проти ревізіоністської політики КПК і прийняло сторону ортодоксальної позиції ППА. Ця тенденція має назву Ходжаїзм на честь албанського лідера Енвера Ходжі. Головні прибічники спілки ППА були в Африці, Туреччині і в Латинській Америці. Найпомітнішими групами є Комуністична партія Бразилії і марксистсько-ленінська ліга Тигринья.

## Ресурси Інтернету
- Imperialism and the Revolution (1978), Hoxha's work condemning Maoism [Архівовано 11 Лютого 2012 у Wayback Machine.]